# 산라몬 (칠레)
산라몬(스페인어: San Ramón)은 칠레 산티아고 수도주 산티아고 현의 코무나이다.